# 陈光熙
陈光熙（1903年5月21日—1992年6月20日），男，祖籍浙江上虞，生于安徽桐城，中国计算机科学家，曾任哈尔滨工业大学教授、博士生导师、副校长，第三、五、六届全国人大代表。